# Fristilsbrydning
Fristilsbrydning er en af de 2 brydningsstile, der findes ved de olympiske lege. I fristil må man til forskel for Græsk-romersk brydning udføre greb under modstanderens hofte. Fristil dyrkes primært af kvinder i Danmark, men i en lang række andre lande, dyrkes det også af mænd.